# 7-я армия (Германская империя)
Не следует путать с 7-й немецкой армией во Второй мировой войне
7-я армия (нем. 7. Armee) — германская армия, принимавшая участие в Первой мировой войне. Она была сформирована после мобилизации в августе 1914 года.

## Боевой путь
С началом Первой мировой войны 7-я армия была развёрнута в Эльзасе. Армия приняла активное участие в отражение французского наступления в Эльзасе. Однако к 25 августа войскам 6-й и 7-й германских армий, удалось полностью отбросить французов к их исходным позициям. После установления позиционного фронта подразделения 7-й армии участвовали в операциях на Западном фронте.

## Командующие
- август 1914 — август 1916 — Генерал-оберст Йозиас фон Хееринген
- август 1916 — март 1917 — Генерал-оберст Рихард фон Шуберт